# Antonio Ligabue

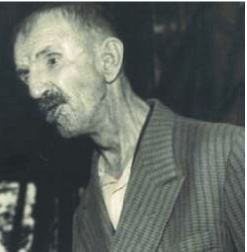
Antonio Ligabue

Antonio Ligabue (eg. Antonio Laccabue), född 18 december 1899 i Zürich, Schweiz, död 23 maj 1965 i den norditalienska byn Gualtieri i provinsen Reggio Emilia i regionen Emilia-Romagna, var en italiensk målare.

## Livshistoria
Antonio Ligabue var utomäktenskaplig son till Elisabetta Costa från Belluno i Dolomiterna. Fadern var okänd. Modern gifte sig 1900 med en man vid namn Bonfiglio Laccabue och på så sätt blev sonen Antonio "legitim". Hans mor och tre styvbröder avled 1913 till följd av matförgiftning.
Ligubue studerade vid en skola för handikappade pojkar men relegerades 1915. Han förde sedan ett kringflackande liv som dräng. Efter ett gräl med sin styvmor tog han sin tillflykt till en psykiatrisk klinik. Efter anklagelser från styvmodern fördrevs han från Schweiz och flyttade till provinsen Reggio Emilia i Italien. 1920 fick han där arbete vid fördämningarna längs floden Po. I samma veva började han måla. Han strövade planlöst omkring längs floden och målade motiv från trakterna däromkring.
1937 blev han återigen intagen på sinnessjukhus under diagnosen autism. 1941 tog skulptören Andrea Mozzali honom därifrån och lät honom bo i sitt hem i Guastalla. 
Under andra världskriget arbetade Ligabue som tolk för de tyska trupperna.
1945 blev han ånyo inspärrad på sinnessjukhus. Denna gång på grund av att han råkat i luven på en tysk militär. Han förblev där i tre år.
1948 återupptog Ligabue måleriet och journalister, kritiker och även affärsmän började intressera sig för honom och hans konstverk. 1961 hade han sin första utställning vid 'Galleria la Barcaccia' i Rom. Året därpå råkade han ut för en motorcykelolycka och blev förlamad.
Han avled 23 maj 1965. Strax innan uttryckte han sin sista önskan att bli döpt och efter döden kremeras. 
Antonio Ligabue betraktas som en av företrädarna för den italienska naivismen.